# Dinastía bavándida
La dinastía bavándida (en persa: باوندیان‎), también dinastía bavéndida, o simplemente los bavandíes, fue una dinastía iraní que gobernó en partes de Tabaristán (actual provincia de Mazandarán), en lo que hoy es el norte de Irán, desde 651 hasta 1349, alternando entre la independencia absoluta y la sumisión como vasallos de gobernantes regionales más poderosos. Gobernaron durante 698 años, la segunda dinastía de Irán que duró más tiempo, después de los baduspaníes o baduspánidas.

## Orígenes
La dinastía se remonta a Bav, supuesto nieto del príncipe sasánida Kawus, hermano de Cosroes I, e hijo del sha Kavad I (que gobernó entre 488 y 531), y que supuestamente huyó a Tabaristán ante la conquista musulmana de Persia. Reunió a los lugareños a su alrededor, repelió los primeros ataques árabes y reinó durante quince años, hasta que fue asesinado por un tal Valash, que gobernó el país durante ocho años. El hijo de Bav, Sohrab o Sorkab (Surjab I), se estableció en Perim, en las cordilleras orientales de Tabaristán, que a partir de entonces se convirtieron en los dominios de la familia. El erudito J. Marquart, sin embargo, propuso una identificación alternativa del legendario Bav con un sacerdote zoroastriano mago de Ray de finales del siglo VI.
Parvaneh Pourshariati, en su reexamen de la historia sasánida tardía, afirma que este Bav es una fusión de varios miembros de la poderosa casa de Ispahbudhan: Bawi, su nieto Vistahm y su sobrino nieto Farrujzad. También reconstruyó los acontecimientos de mediados del siglo VII como una guerra civil entre dos clanes rivales, los Ispahbudhan y la casa de Karen de Valash, antes de que el dabúyida Farruján el Grande conquistara Tabaristán y sometiera a vasallaje a los diversos líderes locales. La casa dabúyida gobernó Tabaristán hasta que los abasíes sometieron la región en 760.

## Historia
Fue después de la conquista abasí cuando los bavandíes entran en la historia documentada, con Sharwin I, al que la tradición posterior considera bisnieto de Surjab I. La dinastía suele dividirse en tres grandes ramas: 
1. La kayusiya, llamada así por Kayus ibn Kubad, nombre arabizado del legendario antepasado de la familia, Kawus hijo de Kavad, que gobernó desde 665 hasta 1006, año en que Qabus ibn Wushmagir puso fin al dominio de la familia.[4] Varios miembros de la familia continuaron gobernando en diversas localidades a partir de entonces, dando lugar a
2. La segunda línea, la ispahbadhiyya, en 1073. Su capital fue Sarí,[1] y su dominio se extendió por Guilán, Ray y Qumis, además de Tabaristán, aunque en su mayoría eran vasallos de los selyúcidas y, más tarde, de los jorezmitas. La línea terminó en 1210 con el asesinato de Rustam V, y el jorezmita Mohamed II asumió el control directo de la región.[4]
3. La tercera línea o kinajoriya se estableció en 1237 tras las invasiones mongolas y el caos generalizado que reinó, y perduró, como vasalla de los mongoles, hasta el final definitivo de la dinastía en 1349.[4]

### Línea kayusiya
Tras la desaparición de los dabúyidas, quedaron dos importantes dinastías locales en Tabaristán: los bavándidas, en las montañas orientales, y los karénidas, que también se apropiaron de la herencia de los gobernantes dabúyidas, en las cordilleras centrales y occidentales. Ambos reivindicaban el origen y la titulatura sasánida, y los bavándidas se autodenominaban "reyes de Tabaristán" y, al igual que los karénidas, reclamaban el título de ispahbadh.
Sharwin I, junto con el gobernante karénida Vandad Hormozd, lideró la resistencia local al dominio musulmán y los esfuerzos de islamización y colonización iniciados por el gobernador abasí Jalid ibn Barmak (768-772). Tras su marcha, los príncipes nativos destruyeron las ciudades que había construido en las tierras altas y, aunque en 781 afirmaron su lealtad al califato, en 782 lanzaron una revuelta general antimusulmana que no fue sofocada hasta 785, cuando Sa'id al-Harashi envió 40.000 soldados a la región. Las relaciones con los gobernadores califales de las tierras bajas mejoraron a partir de entonces, pero los príncipes bavándidas y karénidas permanecieron unidos en su oposición a la penetración musulmana en las tierras altas, hasta el punto de prohibir incluso el entierro de musulmanes allí. Se produjeron actos aislados de rebeldía, como el asesinato de un recaudador de impuestos, pero cuando los dos príncipes fueron convocados ante Harún al-Rashid en 805 prometieron lealtad y el pago de un impuesto, y fueron obligados a dejar a sus hijos como rehenes durante cuatro años.
Tras su muerte en 817, Sharwin fue sucedido por su nieto, Shahriyar I, que consiguió desalojar al karénida Maziar de su propio reino. Maziar huyó a la corte del califa al-Ma'mun, se hizo musulmán y en 822/823 regresó con el apoyo del gobernador abasí para vengarse: el hijo y sucesor de Shahriyar, Shapur, fue derrotado y asesinado, y Maziar unificó las tierras altas bajo su propio dominio. Su creciente poder le enfrentó a los colonos musulmanes de Amul, pero logró tomar la ciudad y que la corte califal reconociera su dominio sobre todo Tabaristán. Sin embargo, acabó enfrentándose con Abdalah ibn Táhir y, en 839, fue capturado por los tahiríes, que se hicieron con el control de Tabaristán. Los bavandíes aprovecharon la oportunidad para recuperar sus tierras ancestrales: El hermano de Shapur, Qarin I, ayudó a los tahiríes contra Maziar y fue recompensado con las tierras y el título real de su hermano. En 842, se convirtió al islam.
Este periodo fue testigo de la rápida islamización de la población nativa de Tabaristán. Aunque la mayoría aceptaba el islam suní, el chiismo también se extendió, especialmente en Amul y las zonas vecinas de Astarabad y Gurgan. Así, en 864, un alide zaydí, Hasan ibn Zayd, fue invitado a Tabaristán y, con el apoyo de los dailamitas, se hizo con el control de la provincia. Los bavandíes se opusieron firmemente a la dinastía alide durante toda su existencia, y el nieto de Qarin, Rustam I, pagaría con su vida por ello: en 895, el partidario de los alides Rafi ibn Harthama lo torturó hasta la muerte. Los suníes samánidas expulsaron a los alides en 900, pero en 914 un pariente de Hasan ibn Zayd, Hasan al-Utrush, logró expulsar a los samánidas, restaurar el control alide sobre la provincia y obligó incluso a los bavándidss y kariníes a aceptar su gobierno.
La historia de los bavandíes se detalla en las obras de Ibn Isfandiar y Mar'ashi, que pertenecen al género de las historias locales que ganaron popularidad en Irán después del año 1000. Se conoce que estaban emparentados con la dinastía ziyarí por el matrimonio de Mardanshah, padre de Ziyar, con la hija de uno de los reyes bavandíes. Al parecer, la importancia de los reyes bavandíes continuó durante los periodos selyúcida y mongol. Uno de sus reyes más importantes, el sha Ghazi Rustam, derrotó a los ismailíes, que estaban ganando terreno en Tabaristán, e hizo grandes progresos en la consolidación del poder en las provincias del Caspio.
Tras la conquista mongola, los bavandíes siguieron gobernando como caudillos locales de Tabaristán y, en ocasiones, de Dailam. Su poder fue finalmente derrocado hacia 1350, cuando Kiya Afrasiyab, de la dinastía afrasiyabí, a su vez descendiente de los bavandíes, consiguió matar a Hasán II de Tabaristán, el último de los reyes bavandíes principales.

## Cultura
Los bavándidas hacían hincapié en su linaje con el Imperio sasánida. Ya a principios del siglo XIII, se suponía que sus costumbres de coronación se remontaban a un pasado remoto, tal y como describe minuciosamente el historiador iraní del siglo XIII Ibn Isfandiyar:

Las festividades de la coronación duraban siete días, según la antigua moda iraní, e incluían los habituales festines, regocijos, entrega de regalos, mientras los notables e ispahbads y bavandíes se reunían procedentes de todo el territorio. Una vez concluidas estas felicitaciones, el octavo día el ispahad subió al trono, se ciñó el cinturón real, confirmó a los gobernadores en sus cargos e hizo que los ispahbads y emires abandonaran su luto y se vistieran con ropajes de honor.